# Tubby the Tuba (film)
Tubby the Tuba è un film d'animazione del 1975 prodotto e diretto da Alexander Schure.
È ispirato all'omonima canzone per bambini del 1945 di Paul Tripp e George Kleinsinger, che ne curarono anche la sceneggiatura, oltreché la colonna sonora. Avco Embassy Pictures lo distribuì il primo aprile.

## Trama
Un giovane bassotuba di nome Tubby inizia un viaggio per scoprire una canzone tutta sua. Visita un circo e si perde in una foresta lungo la strada verso Singing City.

## Distribuzione e accoglienza
Nel 1974 la casa di distribuzione indipendente Avco Embassy acquistò i diritti di distribuzione del film, che uscì in alcune sale durante le vacanze pasquali dell'anno successivo. Non venne ben accolto e alcuni di coloro che ci avevano lavorato, come Ed Catmull e Alvy Ray Smith, furono insoddisfatti del risultato finale.
Tubby the Tuba venne ampiamente dimenticato nel corso dei decenni, e venne ristampato solo cinque volte:
- Children's Video Library (1983)
- Vestron Video (1985)
- Family Home Entertainment (primi anni novanta)
- Sony Wonder (1995)
- Pegasus (2006)